# Museo Judío de Grecia
El Museo Judío de Grecia (en griego: Εβραϊκό Μουσείο της Ελλάδος) es un museo de historia judía situado en Atenas. Lo fundó Nicholas Stavriklakis en 1977 .